# Milan Kujundžić
Milan Kujundžić, hrvaški politik in zdravnik, * 27. april, 1957 Imotski, LR Hrvaška, SFRJ. 
Med letoma 2016 in 2020 je bil minister za zdravje v vladi Andreja Plenkovića. Od leta 2005 je Kujundžić predstojnik klinične bolnišnice Dubrava.